# 四酸化キセノン
四酸化キセノン（しさんかキセノン、英: xenon tetroxide）は、化学式が XeO4 と表されるキセノンの酸化物である。ある報告では、−35.9 °Cより低温では黄色の固体として安定に存在する。それ以上の温度では四酸化キセノンは不安定で、爆発して酸素とキセノンの気体に分解した。SO2ClF などの溶液中では -30 °Cまで安定であったことが Xe  NMRの結果とともに報告されている。キセノンの8個の価電子がすべて酸素との結合に使われていることが不安定さの原因である。赤外分光法により、四酸化キセノンは四面体形構造と報告されている。
四酸化キセノンではキセノンの酸化数は+8、酸素は-2となっている。酸素は、キセノンの酸化数を最高値の+8へ上げられる唯一の元素である。立体障害のため、フッ素だけでは六フッ化キセノンの+6までにしかキセノンの酸化数をとらせられない。
キセノンの酸化物には他に二酸化キセノンや三酸化キセノンが知られている。XeOO+イオンは、固体のアルゴン中で赤外分光法により確認されている。

## 反応
四酸化キセノンは-35.9 °Cより高い温度で下式のように爆発し、そのときの反応エンタルピー変化は-643 kJ/molである。
{\displaystyle {\ce {XeO4 -> Xe\ + 2 O2}}}{\displaystyle \quad (\Delta _{\mathrm {r} }H=-643\mathrm {kJ/mol} )}
四酸化キセノンと六フッ化キセノンの反応で、キセノンの酸化数が+8のXeO3F2 と XeO2F4 が発生することが、質量分析法により観測されている。前者はアルゴンマトリクスを用いた赤外分光法で観測されている。

## 合成
四酸化キセノンは、過キセノン酸イオンから合成することができる。過キセノン酸イオンを合成するには2つの方法がある。
- 過キセノン酸イオンの合成
  - キセノン酸イオンの不均化

{\displaystyle {\ce {2XeO4^2- -> XeO6^4- + Xe + O2}}}
- - キセノン酸イオンのオゾンによる酸化

{\displaystyle {\ce {2XeO4^2- + 4e^- + 2O3 -> 2XeO6^4- + 2O2}}}
- 過キセノン酸ナトリウムは硫酸とプロトン交換反応を起こし、形式的に生じ得る過キセノン酸は極めて不安定なため、水が失われた四酸化キセノンが得られる[4]。

{\displaystyle {\ce {Na4XeO6 + 2H2SO4 -> 2Na2SO4 + (H4XeO6 -> 2H2O + XeO4)}}}